# Parcoul
Parcoul is een plaats en voormalige gemeente in het Franse departement Dordogne (regio Nouvelle-Aquitaine) en telt 363 inwoners (2004). De plaats maakt deel uit van het arrondissement Périgueux. Parcoul is op 1 januari 2016 gefuseerd met de gemeente Chenaud tot de gemeente Parcoul-Chenaud. 

## Geografie
De oppervlakte van Parcoul bedraagt 14,0 km², de bevolkingsdichtheid is 25,9 inwoners per km².
De onderstaande kaart toont de ligging van Parcoul met de belangrijkste infrastructuur en aangrenzende gemeenten.

## Demografie
Onderstaande figuur toont het verloop van het inwonertal.